# Camaricus formosus
Camaricus formosus es una especie de araña cangrejo del género Camaricus, familia Thomisidae. Fue descrita científicamente por Thorell en 1887.

## Distribución
Esta especie se encuentra en Asia: desde India a Indonesia (Sumatra), China y Filipinas.

## Tratamiento taxonómico
La especie aparece registrada y publicada en Fea in Birmania e regioni vicine. II. Primo saggio sui ragni birmani. Annali del Museo Civico di Storia Naturale di Genova 25: 5–417.